# Parragi György
Parragi György, 1912-ig Paraschuch György (Pécsbánya, 1902. április 20. – Budapest, 1963. március 19.) politikus, országgyűlési képviselő, újságíró.

## Élete
Paraschuch József bányamunkás és Sorg Klára fiaként született. Iskoláit Pécsett végezte. A középiskola befejezése után előbb a pécsi gombgyár alkalmazottja, majd újságíró lett egy helyi lapnál. A Tanácsköztársaság alatt vöröskatona volt, részt vett a győzelmes északi hadjáratban. 1922–1926 között a soproni Erdőmérnöki Főiskola hallgatója volt. Tanulmányait nem fejezete be, mert állást kapott a Sopron Vármegye című lapnál, amelynek 1925-től szerkesztője volt.
1938-ban Budapestre költözött. A háború alatt a Magyar Nemzet főmunkatársa és a Mai Nap újságírója volt, de írt a Független Magyarországba is. Publicisztikai cikkeiben elkeseredetten küzdött a német befolyás és a nyilas mozgalmak ellen. 1942-ben részt vett a Magyar Történelmi Emlékbizottság tevékenységében. 1943-ban a Délmagyarország is közölte írásait. 1944-ben csatlakozott a kisgazdapárthoz. 1944. március 14-én a Gestapo letartóztatta, majd március 25-én a mauthauseni koncentrációs táborba szállították, ahonnan 14 hónapi raboskodás után, 1945. május 5-én szabadulhatott.
Hazatérése után folytatta újságírói pályáját, a Magyar Nemzet főmunkatársaként dolgozott. 1945 nyarán az Ideiglenes Nemzetgyűlés képviselőjévé választották; eredményét az 1945-ös választáson is sikerült megismételnie. 1946-ban ő szerkesztette az FKGP Igazság című hetilapját. 1946. szeptemberben bekerült a párt intézőbizottságába. 1947. február 5-én kilépett az FKGP-ből, majd Balogh Istvánnal együtt megszervezte a Független Magyar Demokrata Pártot, ahol alelnöki tisztséget töltött be. Ennek színeiben az 1947-es választáson pótképviselővé választották és még abban az évben behívták egy megüresedett helyre. 1948–1950 között a Magyar Vasárnap főszerkesztője volt. 1951. december 14-étől 1958. november 26-áig az Elnöki Tanács tagja volt. 1954. októberben a Hazafias Népfront Országos Tanácsának elnökségi tagjává választották. 1955 májusában kinevezték a Magyar Nemzet főszerkesztőjévé. 1957–1962 között a Hétfői Hírek főszerkesztője volt. 1956. október végén részt vett a rövid életű Kereszténydemokrata Párt megalakításában (nem azonos a mai Kereszténydemokrata Néppárt – KDNP – bármely elődpártjával). Korábban tagja volt a lengyel–magyar kapcsolatok ápolását célul tűző Magyar Mickiewicz Társaságnak is.

## Díjai, elismerései
- Magyar Népköztársasági Érdemrend IV. fokozata (1950)[6]
- Kossuth-díj (1951)
- Munka Érdemrend (1962)[7]

## Művei
- Élet-halálharc az olaj körül (Budapest, 1940)
- Mauthausen (Budapest, 1945)
- Az iráni olaj regénye (Budapest, 1951)
- Fasizmus frakkban és mundérban (Budapest, 1962)

## Emlékezete
- Alakja felbukkan Kondor Vilmos magyar író Bűnös Budapest és Budapest novemberben című bűnügyi regényeiben.